# Knights Landing
Knights Landing – jednostka osadnicza w Stanach Zjednoczonych, w stanie Kalifornia, w hrabstwie Yolo.